# Assert.h

<assert.h> est un fichier d'en-tête présent dans la bibliothèque standard du langage C qui définit la macro assert. La macro met en œuvre une assertion, qui peut être utilisée pour vérifier les hypothèses formulées par le programme.
Pour le langage C++, le fichier équivalent est 
<cassert>.
L'assertion est la base du paradigme de programmation par contrat. Elle peut être utilisée pour tester une précondition, une postcondition ou un invariant.
La macro assert diagnostique les assertions dans le programme. Lorsqu'il est exécuté, si l'expression est vraie, le programme continue. Mais si l'expression est fausse (c'est-à-dire égale à 0), assert écrit des informations sur l'appel qui a échoué dans stderr, puis appelle abort ; plus précisément, les informations écrites dans stderr sont :
- le nom du fichier source ;
- le numéro de la ligne concernée dans le code source ;
- la fonction mise en jeu dans le code source ;
- le texte de l'expression qui a été évaluée à 0.

Les assertions implémentées par la macro assert ne sont diagnostiquées que lors de l'exécution du code compilé en mode de débogage. Si le code est compilé en mode opérationnel (dit mode release), les assertions ne sont pas diagnostiquées.

## Exemple d'utilisation
```
#include
 
<stdio.h>

#include
 
<assert.h>

int
 
test_assert
 
(
 
int
 
x
 
)

{

   
assert
(
 
x
 
<=
 
4
 
);

   
return
 
x
;

}

int
 
main
 
(
 
void
 
)
 

{

  
int
 
i
;

    
for
 
(
i
=
0
;
 
i
<=
9
;
 
i
++
){

        
test_assert
(
 
i
 
);

        
printf
(
"i = %i
\n
"
,
 
i
);

    
}

  
return
 
0
;

}

```

Le code précédent affiche le résultat suivant :
```
i = 0
i = 1
i = 2
i = 3
i = 4
assert: assert.c:6: test_assert: Assertion `x <= 4' failed.
Aborted
```

Ici, le programme est interrompu pendant l'exécution de test_assert appelée avec le paramètre 5.